# Graham Hough
Graham Goulden (o Goulder) Hough (14 de febrero de 1908-5 de septiembre de 1990) fue un crítico literario, poeta inglés y profesor de inglés en la Universidad de Cambridge desde 1966 a 1975.

## Vida
Nacido en Lancashire, Graham Hough fue el hijo de Joseph y Clara Hough. Fue educado en la Prescot Grammar School, la Universidad de Liverpool y en el Queens' College, Cambridge. Se convirtió en profesor de inglés en el Raffles College, Singapur, en 1930. En la Segunda Guerra Mundial sirvió en el Cuerpo de Voluntarios de Singapur, hasta que fue hecho prisionero e internado en un campo de prisioneros japonés. Tras añadidos viajes y enseñanzas por el Extremo Oriente, Hough regresó a Cambridge como miembro del Christ's College en 1950. Fue tutor en el Christ's desde 1955 a 1960. En 1958 fue profesor visitante en la Universidad Cornell. De 1964 a 1975 fue Praelector y miembro del Darwin College. Profesor adjunto universitario en inglés desde 1965 hasta 1966, fue profesor de inglés en la universidad desde 1966 a 1975.
Falleció en Cambridge el 5 de septiembre de 1990.

## Obra
- The Last Romantics, 1949
- The Romantic Poets, 1953
- The Dark Sun: a study of D. H. Lawrence, 1956
- Image and Experience: Studies in a Literary Revolution, 1960
- Legends and Pastorals, 1961
- A Preface to the Faerie Queene, 1962
- The Dream and the Task: Literature and Morals in the Culture of Today, 1963
- An Essay on Criticism, 1966
- Style and Stylistics, 1969
- Selected Essays, 1978
- The Mystery Religion of W. B. Yeats, 1984